# 雪佛兰
雪佛兰（英語：Chevrolet，英語圈俗稱Chevy），美國汽車公司，1911年創辦通用汽車的美國人威廉·杜兰特因為與通用汽車大股東杜邦家族不合，離開通用汽車並與瑞士赛车手兼工程师路易斯·雪佛兰在美國底特律创立。後於1918年被通用汽车收購。

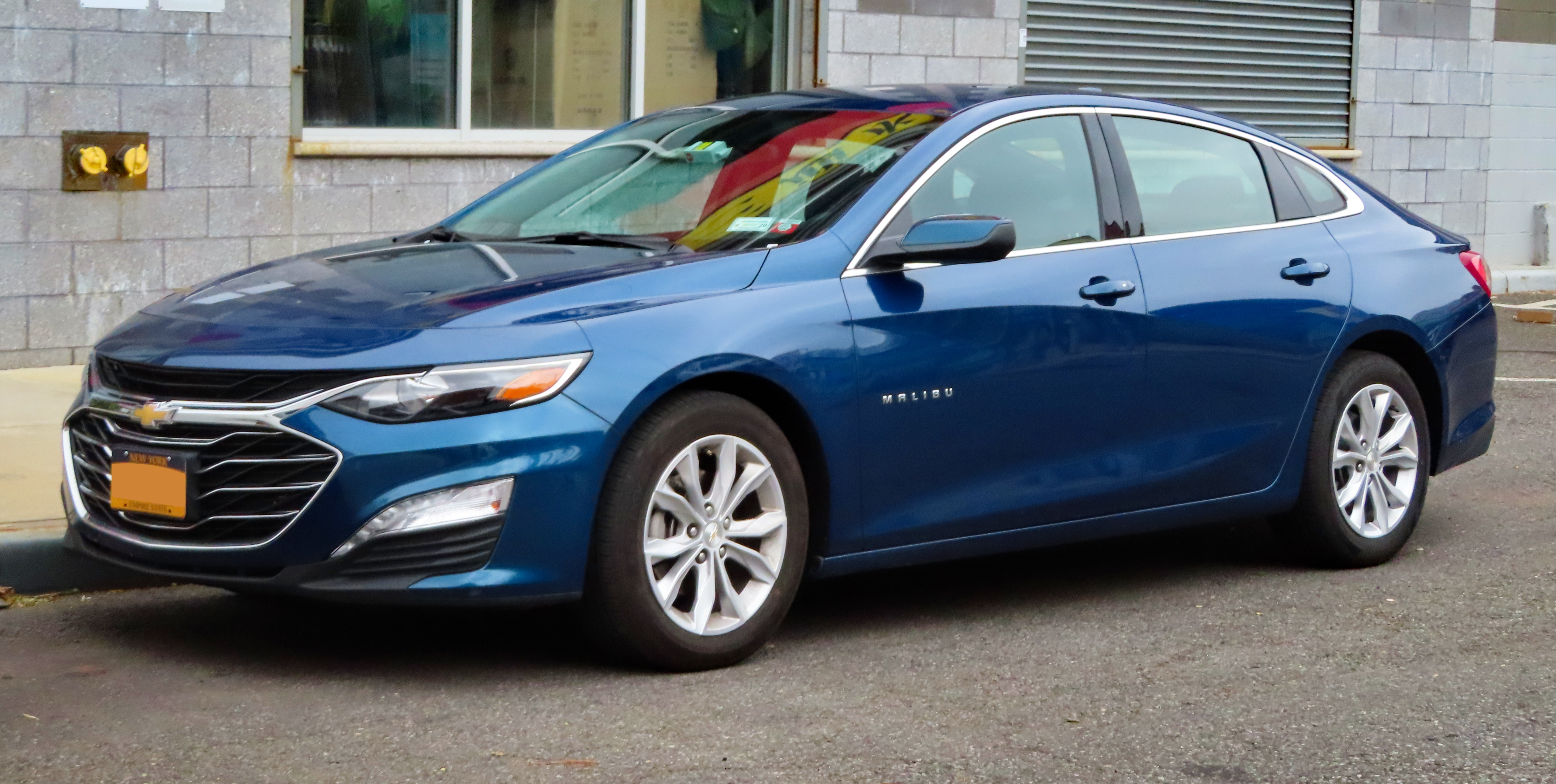
雪佛蘭馬里布

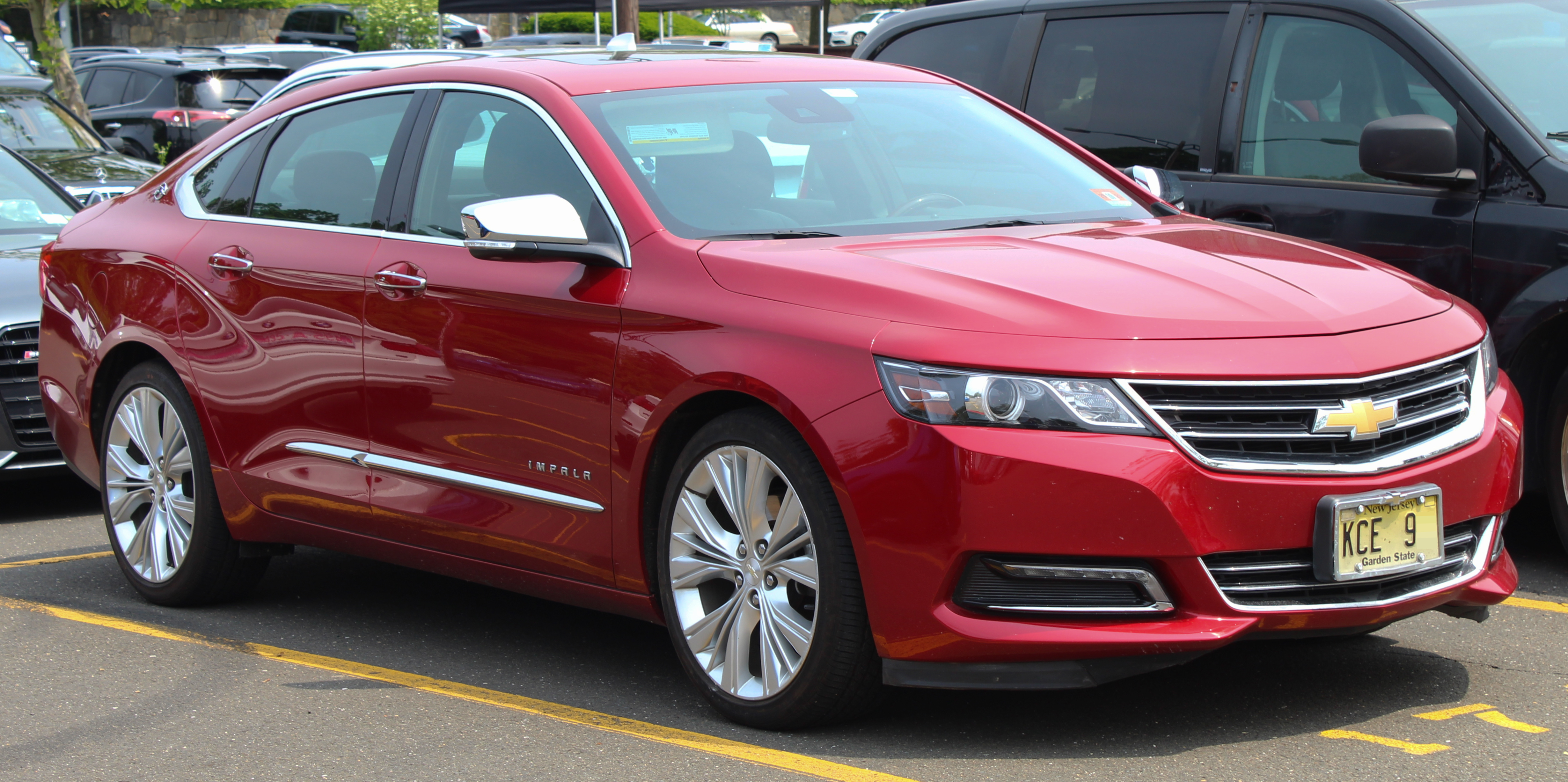
雪佛兰羚羊

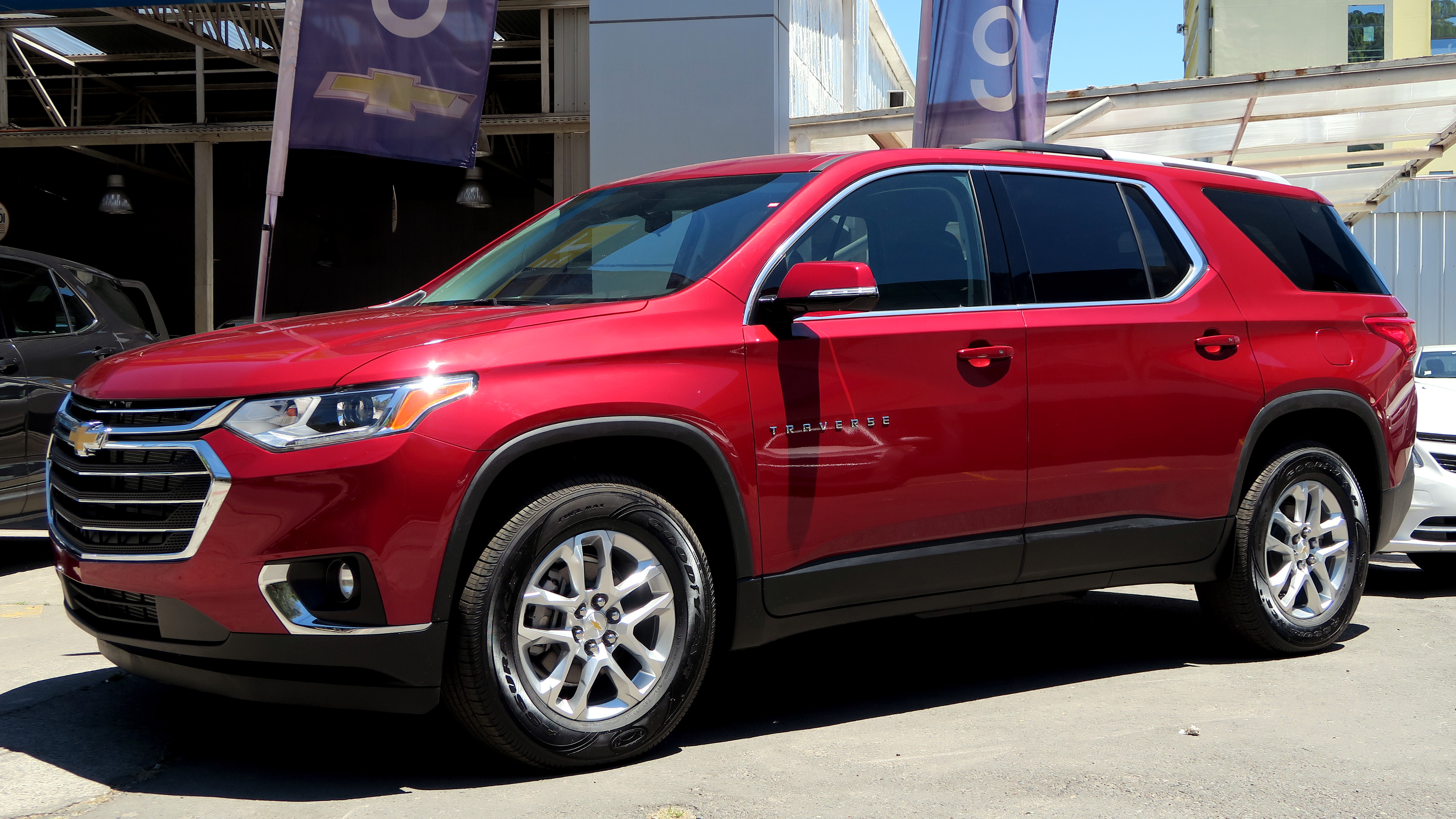
雪佛蘭導線

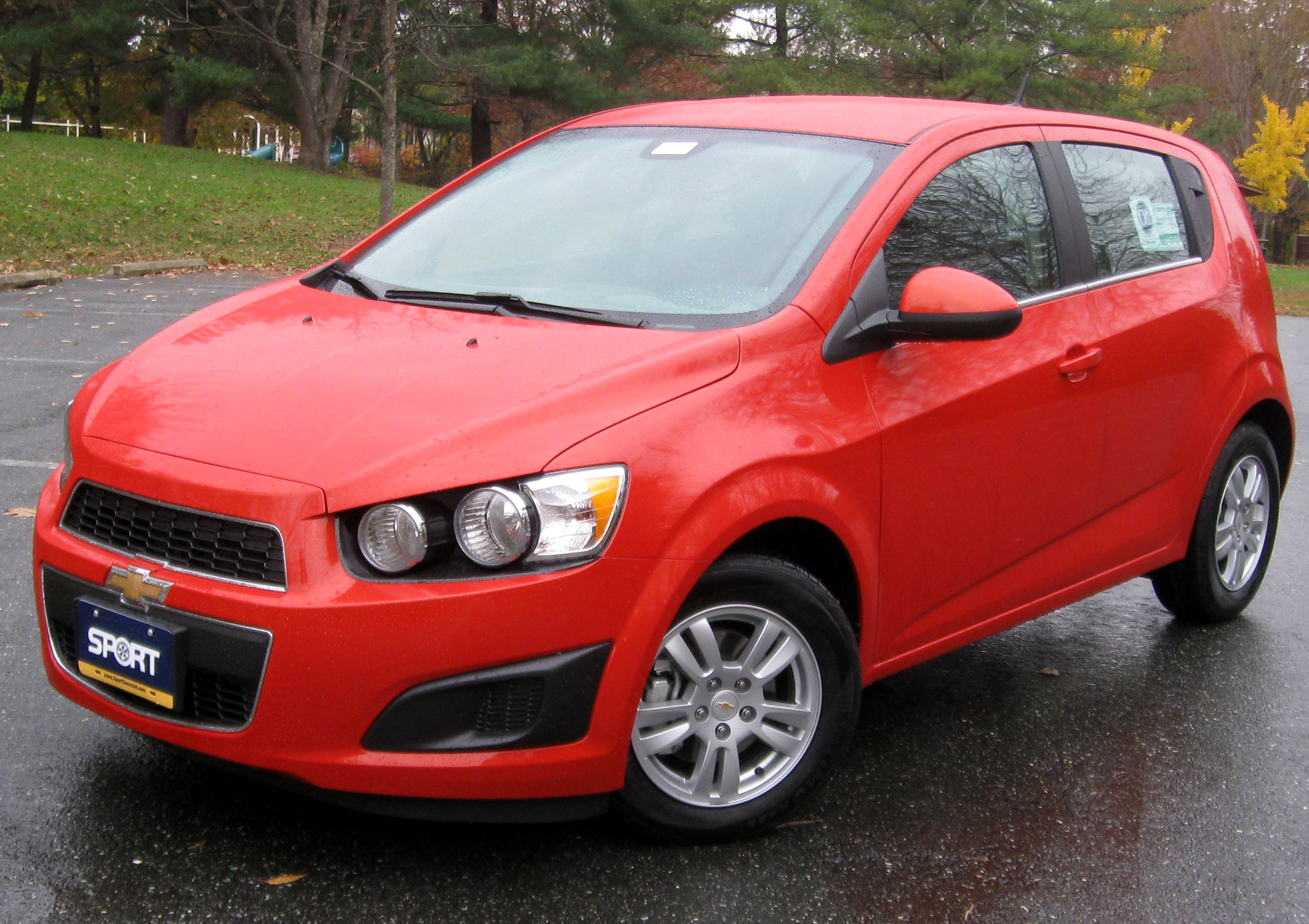
雪佛兰爱唯欧

## 發展史
为了與福特的T型车相竞争，雪佛兰于1911年11月3日推出了第一款汽车「Little Four」。1912年又推出了5座6汽缸的“Classic Six”，这款车排量为4.9升，最高时速可达105公里。
1916年，雪佛兰的盈利足够杜兰特购买大量的通用汽車股票，1917年杜兰特重回通用汽車成为通用汽车董事长，而雪佛兰就从此并入了通用汽车，成为一个独立部门。雪佛兰现在仍然是通用汽车的一部分，也是通用汽車旗下銷量最大的廠牌。

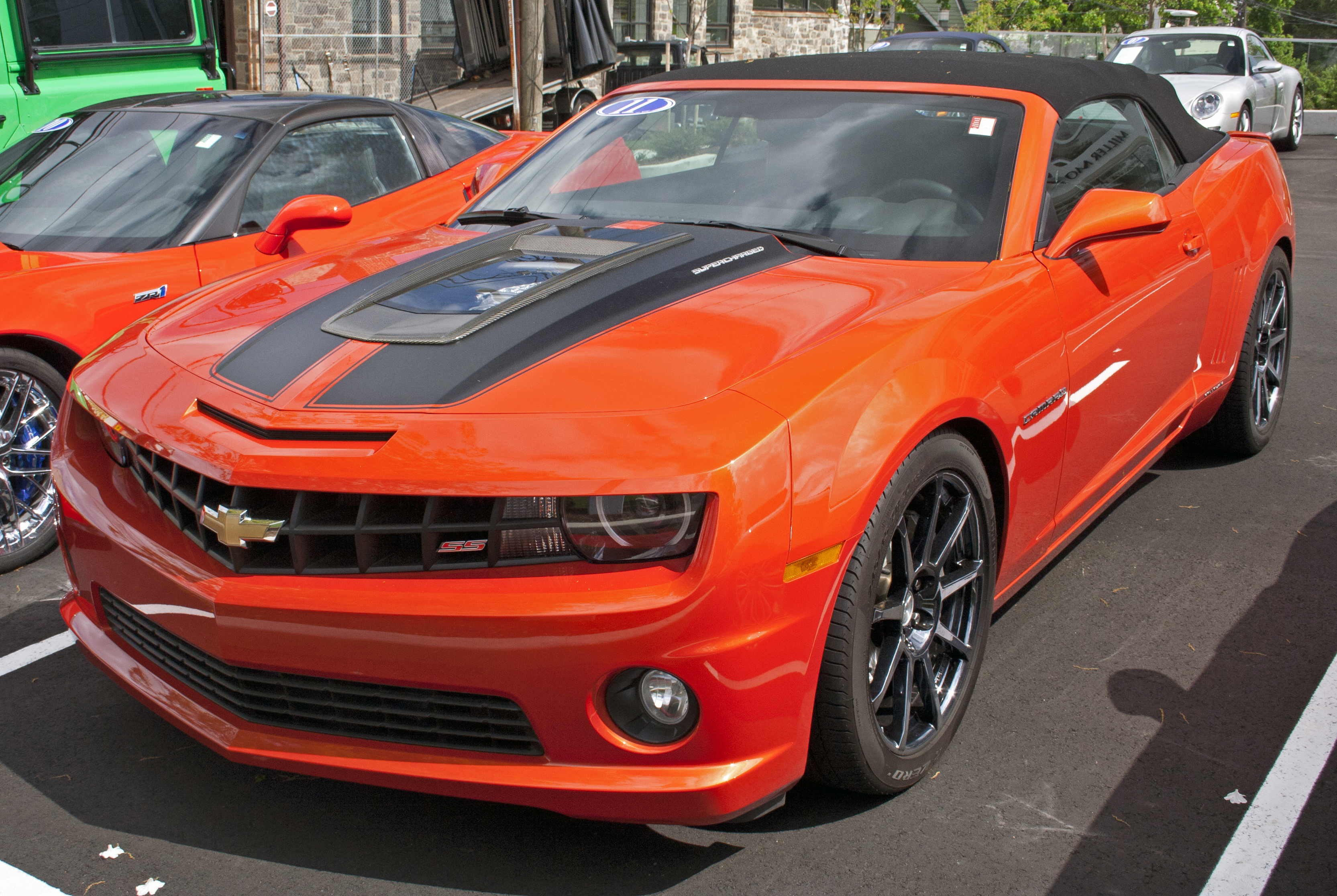
雪佛蘭Camaro 2011版

著名的雪佛兰车型包括代表美國著名傳奇跑車的科尔维特Corvette跑車，採輕量化玻璃纖維車身搭配鋼管骨架，有效降低車身重心增強操控性，底盤雙A臂搭配複合材質葉片彈簧懸吊系統，2008年Z06版的Corvette跑車時速可達318公里。與福特野馬競爭的平價跑車Camaro、大型轎車的“Impala”（1958年）、美國計程車與警車愛用的大型後輪驅動Caprice轎車、常入榜美國十大暢銷車的Cavalier以及許多美國暢銷運動休旅車（SUV）與卡車。2009年推出世界第一台插電式增程式電動車雪佛蘭伏特。
以單一廠牌銷售量而言，長期以來只有雪佛蘭能在美國汽車市場與福特競爭銷售冠軍寶座。雪佛蘭汽车自第一款汽车发布至今销售总量超过1亿部，覆盖世界70个国家。仅2004年一年便销售了360万部。占全球汽车销售总量的5%。2011年雪佛蘭汽車全球一年銷售量達到476萬輛。

## 全球市場

### 歐洲

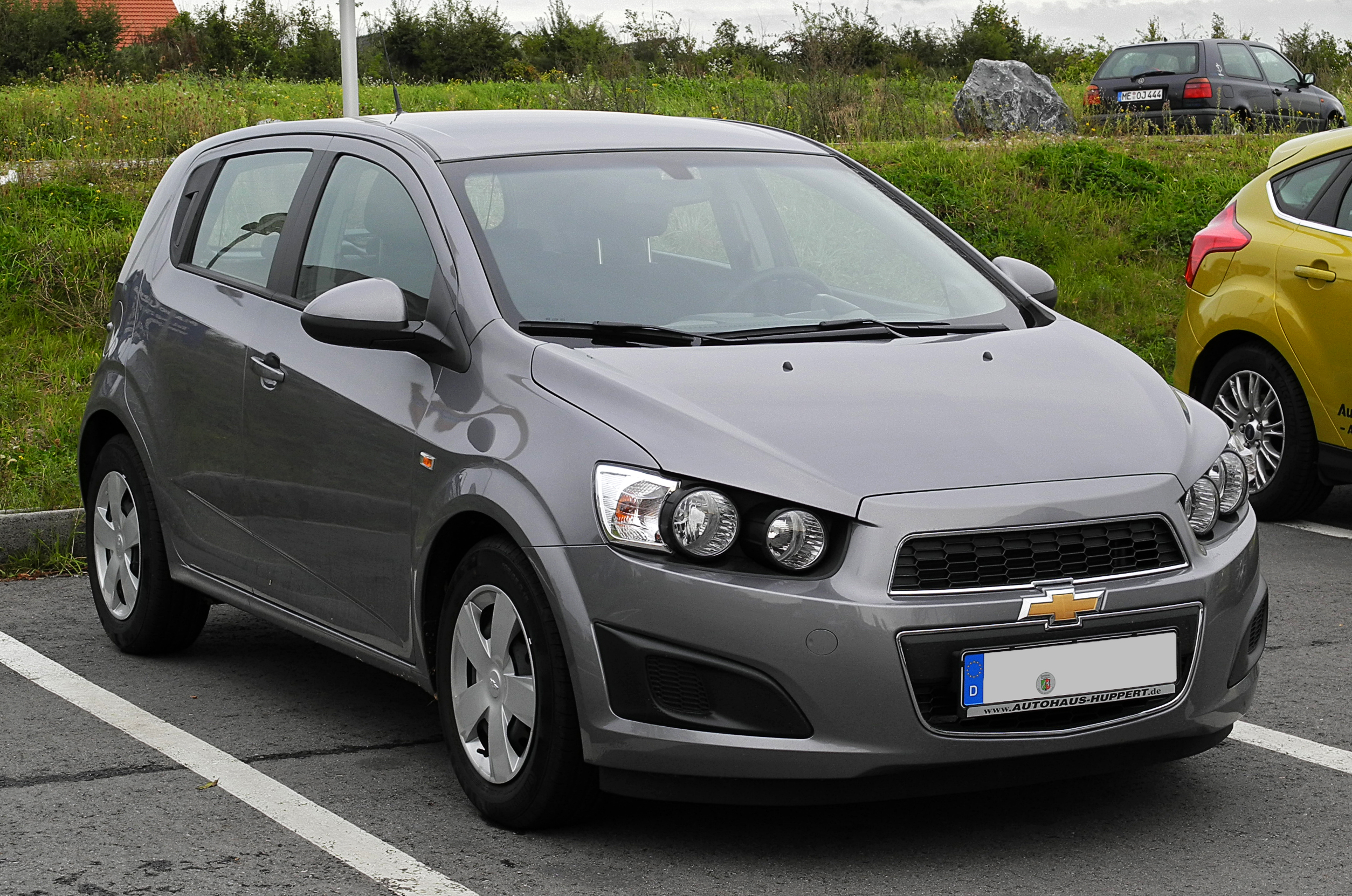
歐洲市場的雪佛蘭愛唯歐

雪佛蘭在早期以旗下小型車Chevette引進歐洲。2005年又再次進軍歐洲，從再度上市到今天財務一直沒有出色，原因是因為雪佛蘭在歐洲市場的產品與歐寶重疊，銷量也一直沒有起色。2013年美國通用汽車宣布，除了Corvette和Camaro以外的車款將逐步完全離開歐洲市場，只留下俄羅斯業務。

### 亞洲

#### 日本

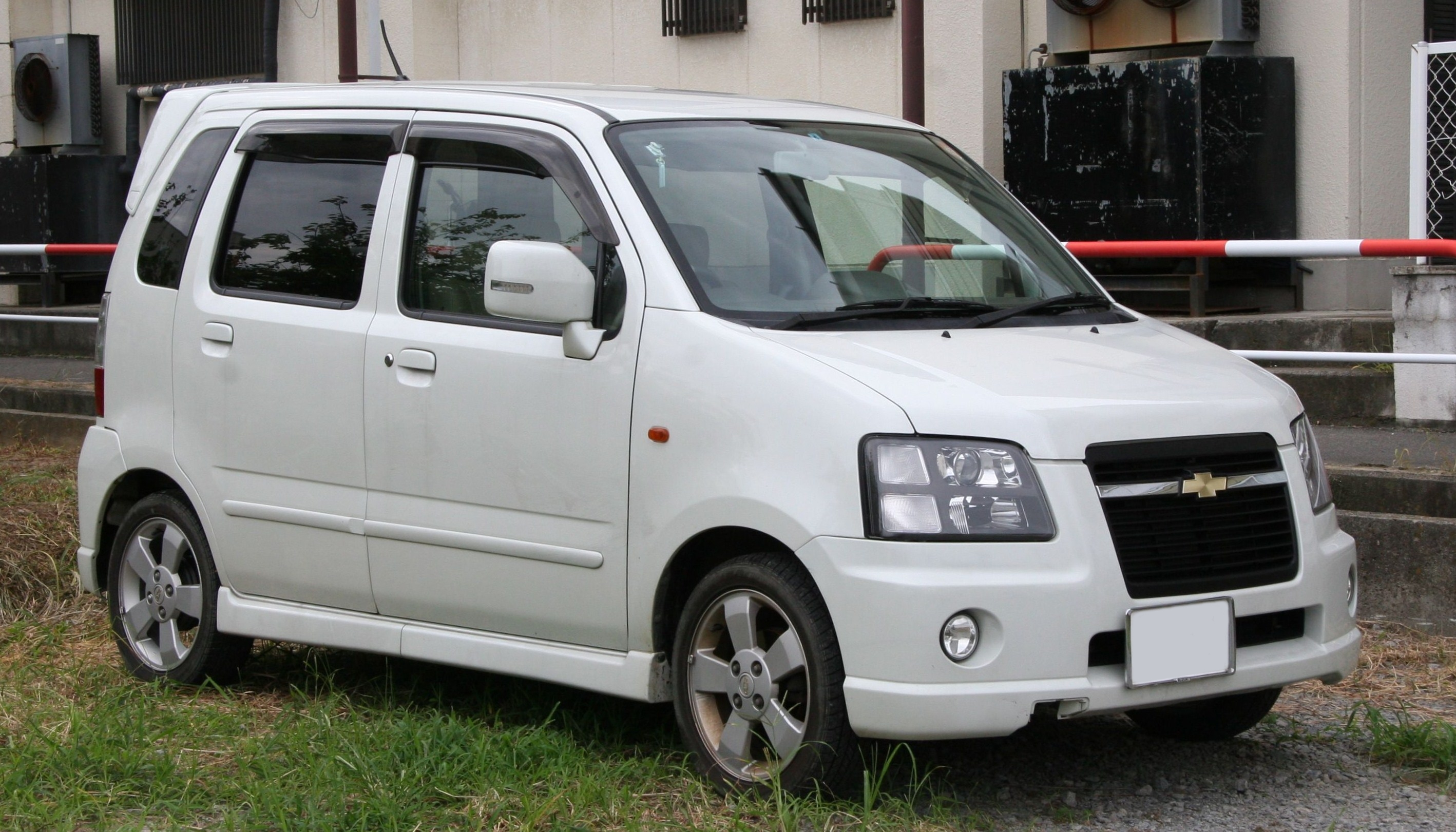
日本市場的雪佛蘭MW

鈴木汽車與通用有25年的合作關係至2006年為止，在日本除了販售Corvette、Camaro以外，還推出Suzuki貼牌的車款；另外在早前也有Astro、Silverado等車款引進日本。目前雪佛蘭在日本，引進的車款有Corvette、Camaro、Captiva Sport、Sonic四款。

#### 中國大陸

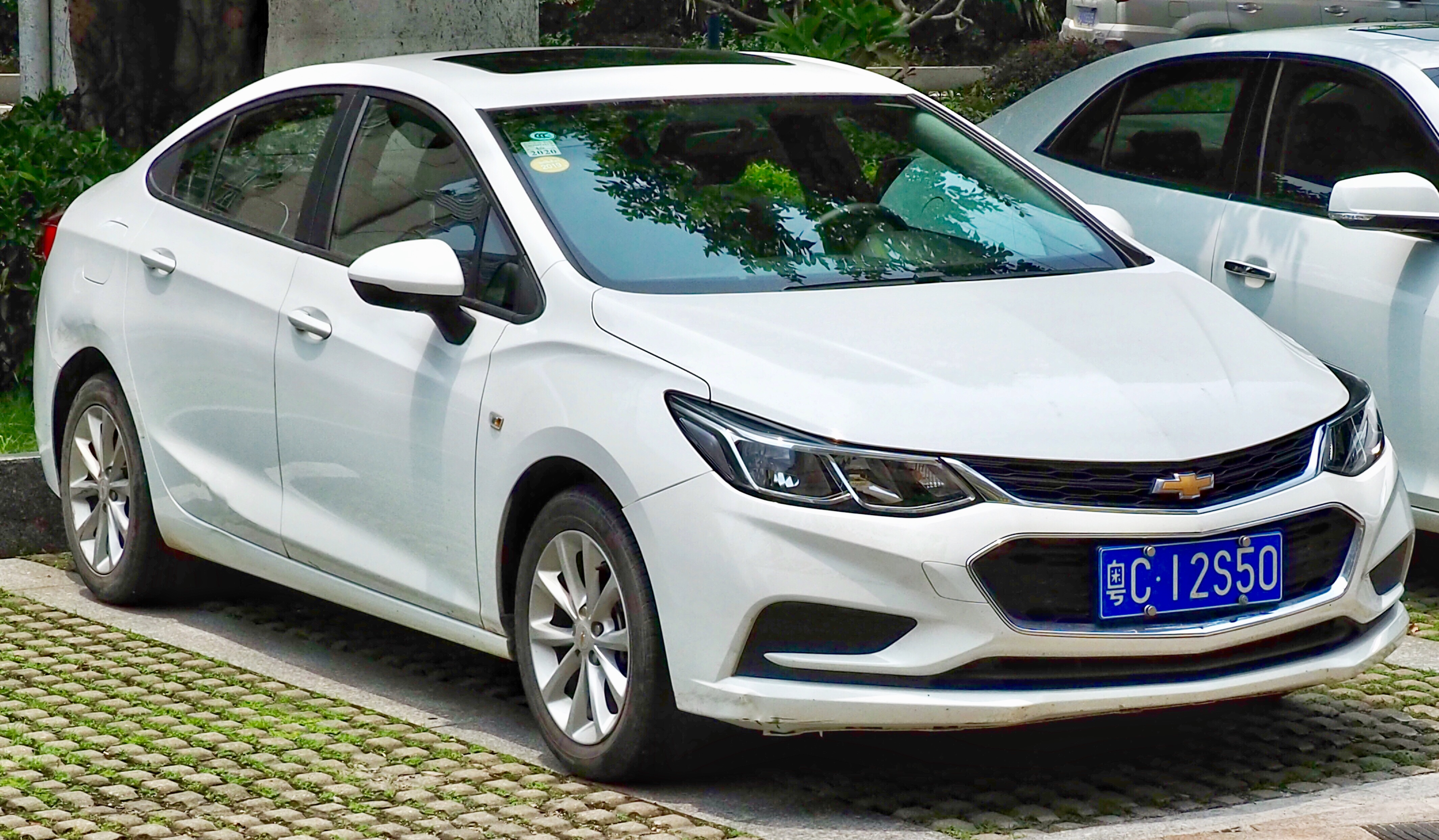
上汽通用製造的雪佛蘭克魯茲

2005年由上海通用引進，定位跟其他市場一樣是大眾化品牌。

#### 韓國
美國通用汽車在2002年收購大宇汽車，並成立GM Daewoo。自此全球小型車便交給韓國負責開發。然而大宇在韓國，在通用收購前因為公司過度擴張造成破產，通用收購後，因其銷售的車款已經被雪佛蘭、別克、龐帝克、歐寶、霍頓等品牌在美國、中國、歐洲、澳洲市場換標，銷售更是淒慘。
2011年3月，通用宣布以雪佛蘭代替大宇，大宇被判死刑，並改組GM Korea Co.，6月起雪佛蘭新車正式在韓國發表，同時進軍韓國市場。進入韓國本地後，廣告宣傳都是在韓國拍攝、又找了藝人代言，工廠也是用此前韓國大宇留下來的工廠（銷往歐洲的車款也是從這裡生產出去）。然而在韓國市占率以現代為首，市占率也跟先前的大宇差不多，但是在美國品牌在韓國市場中算正常，但是因為雪佛蘭在韓國已經有生產工廠，所以有差別。
另外通用韓國分公司也將別克LaCroose美規版本換上Alpheon單一品牌進入韓國銷售，經銷通路也在雪佛蘭的經銷通路上販售。

#### 台灣
台灣早期有雪佛蘭的總代理，名為中聯汽車。旗下有引進Cavalier、Corsica、Celebrity、Beretta、Celebrity的後繼車Lumina，引進的S-10貨卡在台灣也有不錯的回應，但隨著與中聯汽車相關的國產汽車破產，以及後期美式車在台灣無法像80年代一樣強勢的情況下，銷量慘澹並於1998年結束營業。
Camaro的雙生車龐帝克Firebird第三代車型有許多坊間車商引進，數量也比Camaro多，這都歸功於美國影集《霹靂遊俠》（Knight Rider）系列。今天的雪佛蘭沒有代理商，因此第五代的Camaro因為已無雙生車，目前有貿易商引進，網路也有販售該車，藝人吳克群便有一台；Corvette則有國人自行帶回，新款C7車型有貿易商引進；不只如此，雪佛蘭的經典車款亦有人從國外自行帶回台灣。